# Héctor Manjarrez
Héctor Cruz Manjarrez y Mejía (Ciudad de México, 28 de octubre de 1945) es un escritor y académico mexicano.

## Obra publicada[1]
Poesía
- El golpe avisa México, Era (Alacena), 1977
- Canciones para los que se han separado, México, Era, 1985

Cuento
- Acto propiciatorio, México, Joaquín Mortiz, 1970
- No todos los hombres son románticos, México, 1983
- Ya casi no tengo rostro, México, Era, 1996
- Héctor Manjarrez.  Selección y nota introductoria de Christopher Domínguez Michael. México, D.F.: Universidad Nacional Autónoma de México (Material de Lectura. Serie El Cuento Contemporáneo; 113) / Coordinación de Difusión Cultural [UNAM], 1999.
- El horror es familiar, México, Aldus / Consejo Nacional para la Cultura y las Artes / Dirección General de Publicaciones [CONACULTA] (La Centena. Narrativa), 2001
- Anoche dormí en la montaña, México, Era, 2013
- Gabriel Martín hijo del molino, México, Era, 2013

Novela
- Lapsus: algunos actos fallidos, México, Joaquín Mortiz, 1971
- Pasaban en silencio nuestros dioses, México, Era, 1987
- El otro amor de su vida, México, Era, 1999
- Rainey, el asesino, México, Era, 2002
- La maldita pintura, México, Era, 2004
- Yo te conozco, México, Universidad Nacional Autónoma de México / Era, 2009
- París desaparece, México, Era, 2014

Ensayo
- El camino de los sentimientos, México, Era, 1990
- El bosque en la ciudad, México, Era / Consejo Nacional para la Cultura y las Artes, 2007
- Útil y muy ameno vocabulario para entender a los mexicanos, México, Grijalbo, 2011

Estudios y crítica
- Nocturno en que todo se oye. José Revueltas ante la crítica, selección y prólogo de Edith Negrín México, Universidad Nacional Autónoma de México / Era, 1999

Textos en antologías y libros colectivos
- Conversaciones con escritores, entrevistas de Federico Campbell, México, D.F., Secretaría de Educación Pública (SepSetentas; 28), 1972
- Literatura mexicana hoy: del 68 al ocaso de la revolución, Frankfurt am Main, Madrid, Vervuert Verlag, Iberoamericana, 1995
- Cuento mexicano moderno, selección de Luis Arturo Ramos, Guillermo Samperio, Russell M Cluff, Alfredo Pavón, México, D. F.: Universidad Veracruzana / Universidad Nacional Autónoma de México (Antologías Literarias del Siglo XX) / Aldus, 2000
- Los mejores cuentos mexicanos.  Selección e introducción de Eduardo Antonio Parra, México, Joaquín Mortiz / Fundación para las Letras Mexicanas, 2004
- Antología de la novela mexicana del siglo XX, selección y prólogo de José Agustín, México, D. F., Nueva Imagen (Grandes Autores), 2005
- Poesía y prosa de hoy en sus mejores obras I, México, Biblioteca del ISSSTE (Poesía y prosa de hoy), 2015

## Premios y reconocimientos
Se ha hecho acreedor a los premios:
- Premio Diana Moreno Toscano
- Premio Xavier Villaurrutia, 1983
- Premio Nacional de Literatura José Fuentes Mares
- Premio Internacional de Novela de la Diversidad[3]
- Premio Bellas Artes de Narrativa Colima para Obra Publicada, 2008[4]

Asimismo, ha sido becario del Centro Mexicano de Escritores, de la John Simon Guggenheim Memorial Foundation y miembro del Sistema Nacional de Creadores de Arte de Conaculta.